# Salvelinus boganidae
El salmón Boganida (Salvelinus boganidae) es una especie de pez, de la familia Salmonidae en el orden de los Salmoniformes.

## Morfología
Los machos pueden llegar alcanzar los 46,5 cm de longitud total.<

## Hábitat
Vive en zonas de aguas  templadas.

## Distribución geográfica
Se encuentra en Siberia, en ríos y lagos de la península de Taimir, donde es un endemismo.